# Ильинское (Борисоглебский район)
Ильинское — село Борисоглебского района Ярославской области, входит в состав Борисоглебского сельского поселения.

## География
Расположено в 15 км на северо-запад от райцентра посёлка Борисоглебский.

## История
Пятиглавая каменная церковь с колокольней во имя св. прор. Илии, Казанской Пресвятой Богородицы и св. Василия Великого построена в 1813 году петербургскими купцами Баймаковым и Горшковым. До этого здесь существовала церковь деревянная, которая была разрушена. В 1881 году в селе была открыта земская школа.
В конце XIX — начале XX село входило в состав Вощажниковской волости Ростовского уезда Ярославской губернии. В 1885 году в деревне было 20 дворов.
С 1929 года село входило в состав Михайловского сельсовета Борисоглебского района, с 1954 года — в составе Пестовского сельсовета, с 1959 года — в составе Краснооктябрьского сельсовета, с 2005 года — в составе Борисоглебского сельского поселения.

## Население
| 1859 | 2007 | 2010 |
| ---- | ---- | ---- |
| 133  | ↘0   | →0   |

## Достопримечательности
В селе расположена недействующая Церковь Илии Пророка (1813).